# Чжан Хуан, Иоанн
Иоанн Чжан Хуан  (кит. 張煥 若望, 18 августа 1882 — 9 июля 1900, Тайюань) — святой Римско-Католической Церкви, мученик.

## Биография
Иоанн Чжан Хуан родился 18 августа 1882 года в католической семье. В 1886 году Иоанн Чжан Хуан поступил в начальную семинарию, через некоторое время его перевели на обучение в высшую Духовную семинарию в город Тайюань. Когда в 1899 году в Китае во время Ихэтуаньского восстания начались массовые преследования христиан, многие семинаристы разъехались по домам, а семинария была закрыта. Иоанн Чжан Хуан, несмотря на опасность, остался в семинарии. По указу губернатора провинции Шаньси была арестована группа из 26 верующих, среди которых был Иоанн Чжан Хуан. 9 июля 1900 года он был казнен вместе с другими арестованными.

## Прославление
Иоанн Чжан Хуан был беатифицирован 24 ноября 1946 года Римским Папой Пием XII и канонизирован 1 октября 2000 года Римским Папой Иоанном Павлом II вместе с группой 120 китайских мучеников.
День памяти в Католической Церкви — 9 июля.

## Источник
- George G. Christian OP, Augustine Zhao Rong and Companions, Martyrs of China, 2005, стр. 29 (англ.)